# XI Governo Regional da Madeira
O XI Governo Regional da Madeira foi formado com base nas eleições legislativas regionais de 9 de outubro de 2011, em que o Partido Social Democrata (PPD/PSD) venceu com maioria absoluta. A tomada de posse ocorreu no dia 9 de novembro de 2011.
O mandato terminou antes do previsto, devido ao pedido de demissão do presidente do Governo Regional, Alberto João Jardim, a 12 de janeiro de 2015. Uma decisão que surgiu na sequência da eleição de Miguel Albuquerque para o cargo de presidente da Comissão Política Regional do PSD/Madeira, a 29 de dezembro de 2014. Contudo, o governo manteve-se em funções até à tomada de posse do novo governo a 20 de abril de 2015.

## Composição
Os membros do XI Governo Regional da Madeira eram:
| Retrato | Cargo                                                 | Detentor                                         | Partido | Partido | Período                                     |
| ------- | ----------------------------------------------------- | ------------------------------------------------ | ------- | ------- | ------------------------------------------- |
|         | Presidente do Governo Regional                        | Alberto João Cardoso Gonçalves Jardim            |         | PPD/PSD | 9 de novembro de 2011 a 20 de abril de 2015 |
|         | Vice-presidente do Governo Regional                   | João Carlos Cunha e Silva                        |         | PPD/PSD | 9 de novembro de 2011 a 20 de abril de 2015 |
|         | Secretário Regional do Plano e Finanças               | José Manuel Ventura Garcês                       |         | PPD/PSD | 9 de novembro de 2011 a 20 de abril de 2015 |
|         | Secretário Regional do Ambiente e Recursos Naturais   | Manuel António Rodrigues Correia                 |         | PPD/PSD | 9 de novembro de 2011 a 20 de abril de 2015 |
|         | Secretário Regional dos Assuntos Sociais              | Francisco Jardim Ramos                           |         | PPD/PSD | 9 de novembro de 2011 a 20 de abril de 2015 |
|         | Secretária Regional da Cultura, Turismo e Transportes | Conceição Maria de Sousa Nunes Almeida Estudante |         | PPD/PSD | 9 de novembro de 2011 a 20 de abril de 2015 |
|         | Secretário Regional de Educação e Recursos Humanos    | Jaime Manuel Gonçalves de Freitas                |         | PPD/PSD | 9 de novembro de 2011 a 20 de abril de 2015 |